# 尼歐肖鎮區 (堪薩斯州切羅基縣)
尼歐肖鎮區（英語：Neosho Township）為美國堪薩斯州切羅基縣的鎮區。2010年美国人口普查中該鎮區人口有279人。

## 地理
尼歐肖鎮區涵蓋面積158.58平方（61.23平方英里），境內擁有兩座非建制社區：福克納和梅爾羅斯。

### 墓園
根據美國地質調查局的資料，此鎮區擁有2座墓園：
- 費爾維尤墓園（Fairview Cemetery）
- 弗萊克里克墓園（Fly Creek Cemetery）

### 溪流
大坎迪湖（Big Candy Lake）、布恩湖（Boone Lake）、海恩斯湖（Hines Lake）、哈伯爾湖（Hubbell Lake）、小坎迪湖（Little Candy Lake）、馬文湖（Marvin Lake）位在此鎮區內。另外流經此鎮區的溪流有：
- 森特溪（Center Creek）
- 切里溪（Cherry Creek）
- 小弗萊溪（Little Fly Creek）
- 肖特溪（Short Creek）
- 尼歐肖河

## 人口統計
根據2010年美國人口普查，尼歐肖鎮區人口有279人，住房126戶，人口密度為1.76人/每平方公里。此鎮區居民之種族有93.19%為白人；0%為非裔美洲人；3.23%為美洲原住民；0%為亞洲人；0%為太平洋島民；0%為其他種族；另外有3.58%為混血種族。而西班牙裔或拉丁裔美洲人佔此鎮區人口的0%。

## 外部連結
- City-Data.com （页面存档备份，存于）